# Илебо
Иле́бо (фр. Ilebo) — город в провинции Касаи Демократической Республики Конго.
Илебо расположен на берегу реки Касаи, на высоте 320 м над уровнем моря. Город является важным транспортным узлом, имеет паромное сообщение с Киншасой и железнодорожное с Лубумбаши. Население города по оценочным данным на 2012 год составляет 72 623 человека.

## История

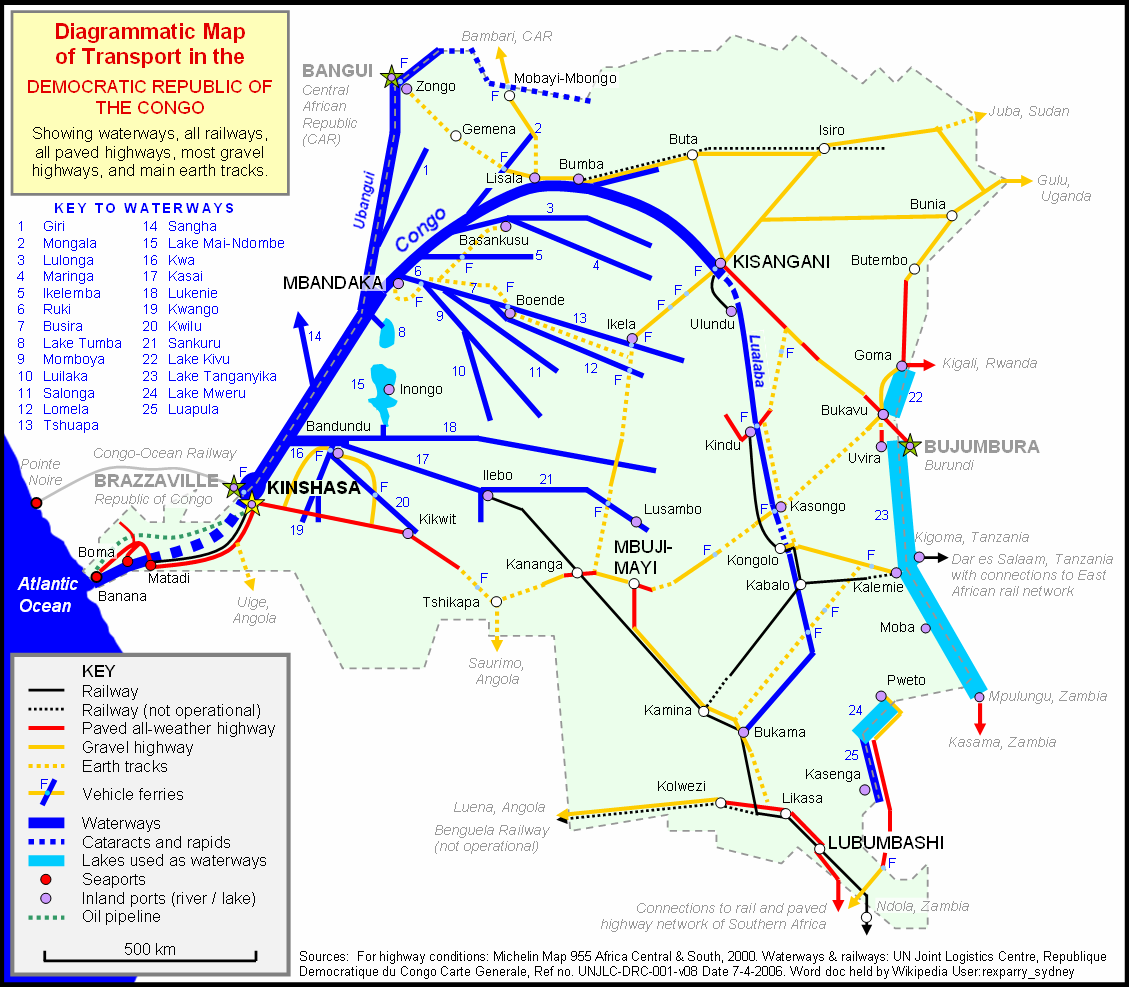
Схематическая карта железных дорог и другого наземного транспорта в ДРК

Илебо был основан в XVII веке как торговый центр и резиденция местных правителей. Город процветал в XIX веке, и до прибытия бельгийцев был крупнейшим населённым пунктом в Центральном Конго с населением более 5000 человек. Илебо был связан с другими населенными пунктами по реке и несколькими грунтовыми дорогами. В 1901 году бельгийская колониальная администрация переименовала Илебо в Порт-Франки (фр. Port-Francqui).
Под руководством бельгийской колониальной администрации город быстро вырос, особенно после открытия железной дороги в Лубумбаши. Существовали планы по продлению железной дороги в Киншасу и строительству моста через реку Касаи, которое началось в 1935 году, но был остановлено после того, как 12 сентября 1937 года недостроенный мост рухнул. Во время Второй мировой войны население города увеличилось, что было связано с притоком рабочих для местной промышленности, производившей оружие. Первоначальное название города было возвращено после обретения страной независимости.
1 декабря 1960 года в Илебо солдаты Мобуту Сесе Секо захватили в плен Патриса Лумумбу.

## Железная дорога
В сентябре 2007 года было подписано соглашение с Китаем о финансировании строительства железной дороги от Илебо до Киншасы длиной около 700 км.

## Одноимённые города
В Конго есть ещё ряд других городов с названием Илебо.